# Ігнатувка (Люблінське воєводство)
Іґнатувка (пол. Ignatówka) — село в Польщі, у гміні Білгорай Білгорайського повіту Люблінського воєводства. Населення — 77 осіб (2011).

## Історія
За даними етнографічної експедиції 1869—1870 років під керівництвом Павла Чубинського, у селі переважно проживали римо-католики, меншою мірою — греко-католики, які розмовляли українською мовою.
У 1975—1998 роках село належало до Замойського воєводства.

## Демографія
Демографічна структура станом на 31 березня 2011 року:
|          | Загалом | Допрацездатний вік | Працездатний вік | Постпрацездатний вік |
| -------- | ------- | ------------------ | ---------------- | -------------------- |
| Чоловіки | 42      | 3                  | 33               | 6                    |
| Жінки    | 35      | 3                  | 19               | 13                   |
| Разом    | 77      | 6                  | 52               | 19                   |